# Ruta Nacional 7 (Argentina)
La  Ruta Nacional 7 «Carretera Libertador General San Martín» (Decreto n.º 115.261/1942) es una carretera argentina, que une las provincias de Buenos Aires, Santa Fe, Córdoba, San Luis y Mendoza. Forma parte del más importante corredor bioceánico del país y es un ramal de la carretera panamericana. Tiene una longitud total de 1224 kilómetros.
La ruta atraviesa el territorio argentino de este a oeste, desde la ciudad de Buenos Aires hasta la cordillera, lo que implica que sea una carretera de alto tránsito de automóviles y camiones. De hecho, la ruta es la principal conexión internacional de Argentina, y también es utilizada para transportar por vía terrestre importantes cantidades de carga con origen o destino en Brasil, Paraguay y Uruguay.
Su traza inicia en el oriente del país a nivel de la avenida General Paz (la misma constituye el límite entre la ciudad de Buenos Aires y la provincia homónima) y finaliza en la provincia de Mendoza a nivel del portal argentino del Túnel Cristo Redentor de la frontera, luego de recorrer 1224 km.

## Historia

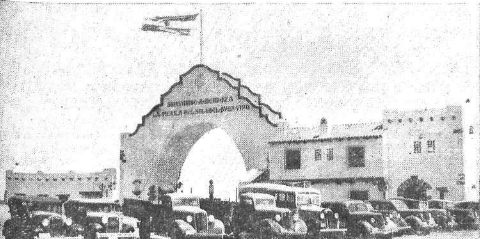
Arco de Desaguadero, inaugurado en 1936 en el límite de Mendoza y San Luis.

El origen de esta ruta se remonta al Camino Real del Oeste, que era utilizado desde la época de la colonia para realizar el recorrido desde Buenos Aires, pasando por San Luis y Mendoza y llegando a Santiago de Chile. Luego de la aparición del ferrocarril, a fines del siglo XIX, este camino perdió importancia.
Alrededor de las estaciones del tren aparecieron nuevos pueblos que solo eran servidos por el ferrocarril.
Con el desarrollo automotor, el Congreso Nacional creó la Dirección Nacional de Vialidad en 1932. En 1935 este organismo estatal comenzó a construir una nueva ruta paralela a la vía del Ferrocarril Buenos Aires al Pacífico, posteriormente convertido en Ferrocarril General San Martín. Esta ruta tuvo el número 7.
En junio de 1942 estuvo concluida la obra de pavimentación entre las ciudades de Chacabuco y Junín, en la provincia de Buenos Aires. Entre 1968 y 1969 se construyó el camino pavimentado entre Junín y Laboulaye, usando una traza diferente (un poco más al sur) para separar la ruta del ferrocarril y de los pueblos, aumentando así la velocidad de circulación. El 2 de octubre de 1969 se inauguró el tramo de 67 km entre Rufino y Laboulaye y el 28 de octubre del mismo año se inauguró el tramo de 165 km entre Junín y Rufino. En 1975 el pavimento llegó a Villa Mercedes, en el empalme con la Ruta Nacional 8, que era el camino utilizado para acceder desde la capital de la república al oeste del país ya que estaba pavimentado desde 1940.

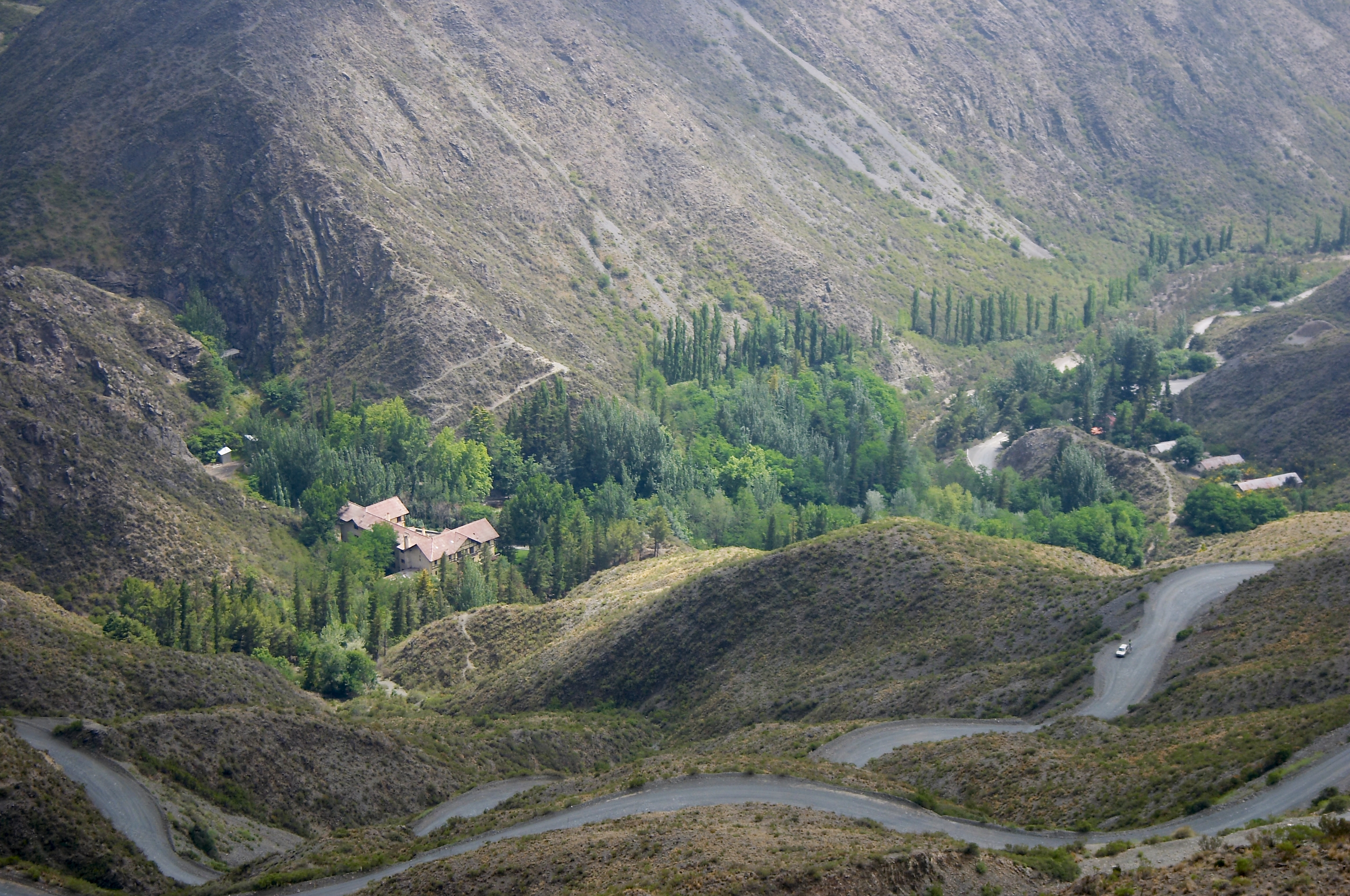
El camino Caracoles de Villavicencio (2007).

Para acceder de Mendoza a Uspallata, esta ruta pasaba por los "Caracoles de Villavicencio", que es un recorrido de montaña con alturas de alrededor de 3000 m s. n. m., y 365 curvas. Debido a la peligrosidad del recorrido, en la década de 1950 se decidió efectuar una nueva traza por el cajón del río Mendoza, es decir más al sur. Este tramo se habilitó en forma precaria en 1961. La Dirección Nacional de Vialidad terminó este camino en 1971. De esta manera el pavimento llegó hasta Uspallata.
El paso siguiente fue convertir la ruta en autovía en el tramo que une las ciudades de San Martín y Mendoza. Este proyecto fue ejecutado en dos tramos de 25 km (Mendoza - Las Margaritas) y 17 km (Las Margaritas - San Martín), respectivamente, y que fueron concluidos el primero en 1977 y el segundo durante 1979, dado que requirió la construcción de un nuevo puente que permitiera el cruce sobre el río Mendoza.[cita requerida] Además, se diseñó y construyó una modificación de la traza original de la ruta comenzando en las cercanías de la ciudad mendocina de La Paz, desviándose aproximadamente 1,5 km hacia el norte para que pasara por las cercanías de los pueblos que tocaba la antigua ruta, de acuerdo con los criterios de la época. El tramo de 140 km de la traza original fue transferido a la jurisdicción de la provincia de Mendoza, y tomó el nombre de Ruta Provincial 50.
El Decreto Nacional 1595 del año 1979 traspasó la jurisdicción del antiguo tramo Las Heras - Villavicencio - Uspallata (97,2 km) a la provincia de Mendoza, por lo que en la actualidad conforma la Ruta Provincial 52. Asimismo se traspasaron 53 km de la Ruta Provincial 82, desde Luján de Cuyo a Potrerillos, a la órbita nacional, con lo que la Ruta 7 une Mendoza con Uspallata a través de Potrerillos.
El camino al oeste de Uspallata con los puentes que están en uso hoy en día se pudo completar entre 1978 y 1979.

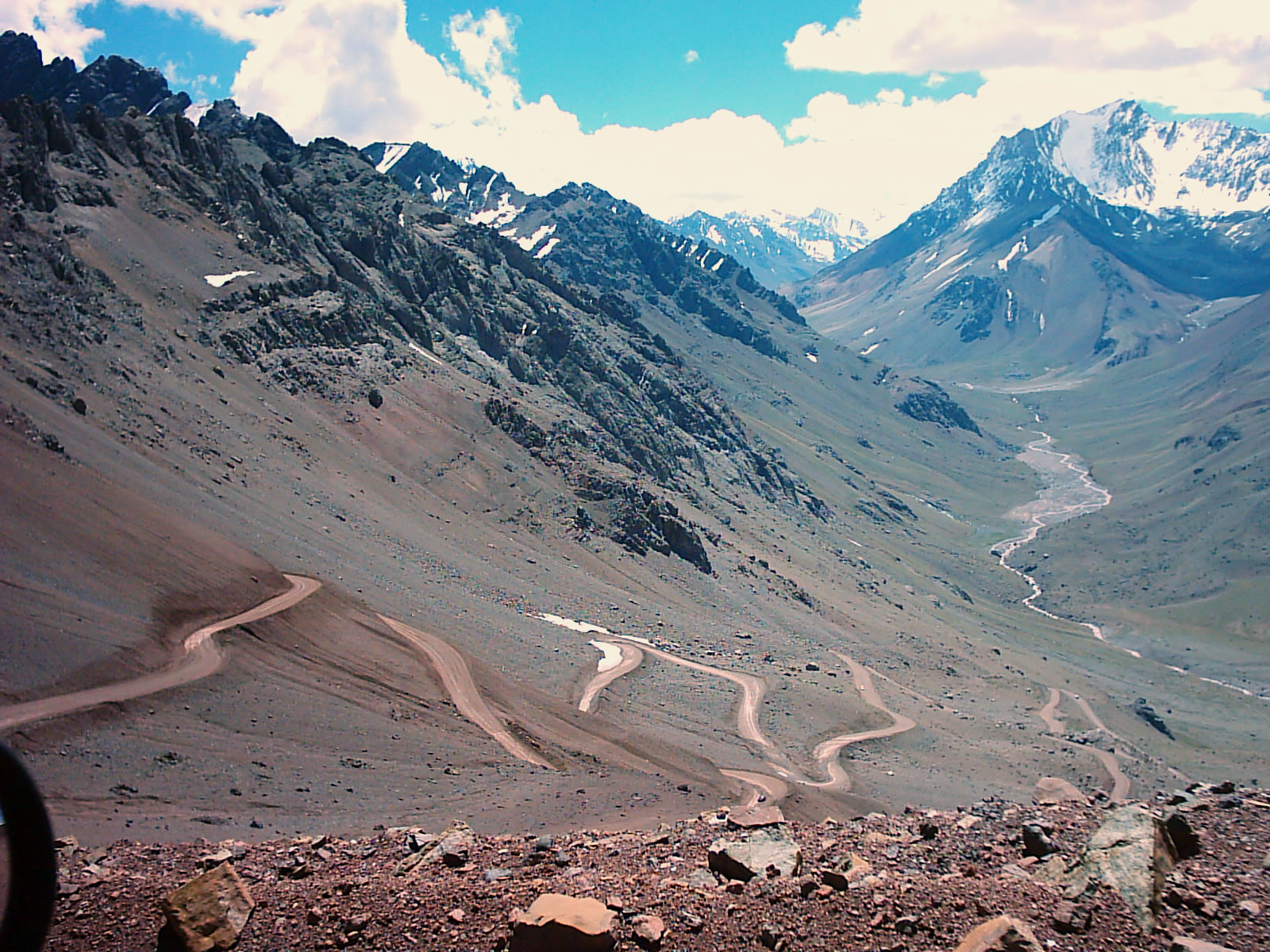
Ruta Nacional A006, Mendoza. A la derecha, el río Las Cuevas.

Otro tramo antiguo de la Ruta 7 era el acceso al límite con Chile, un camino zigzagueante desde Las Cuevas hasta el Paso de La Cumbre, donde se encuentra la estatua del Cristo Redentor. En 1977 se transformó el túnel del Ferrocarril Trasandino Los Andes - Mendoza inaugurado el 5 de abril de 1910 en mixto, con capacidad para la circulación vehicular y de trenes. Con la construcción del Túnel del Cristo Redentor, habilitado el 23 de mayo de 1980, paralelo al túnel mencionado, el camino que conduce al Paso de la Cumbre sirve solo como camino turístico y está habilitado solo en verano. La denominación actual es Ruta Nacional A006.
El acceso desde la ciudad de Buenos Aires a Luján se hacía antiguamente por la avenida que circula paralelo a las vías del Ferrocarril Sarmiento (camino conocido como avenida Rivadavia hasta el partido de Morón). Con la construcción del Acceso Oeste un kilómetro más al norte, la Nación prescribió la transferencia de este tramo de 52,55 km a la provincia de Buenos Aires a través del decreto nacional mencionado en el párrafo anterior. La provincia de Buenos Aires se hizo cargo del mismo en 1988, cambiando su denominación a Ruta Provincial 7.
La autopista que une avenida General Paz con Luján, el Acceso Oeste, se construyó en varias etapas durante más de 20 años, hasta que finalmente el 1 de septiembre de 1998 se inauguró el último tramo de la autopista que une la avenida General Paz con Morón. Para hacer realidad esta obra hubo que expropiar varios kilómetros de terreno con casas construidas, ya que este camino pasa por zonas urbanas del Gran Buenos Aires.

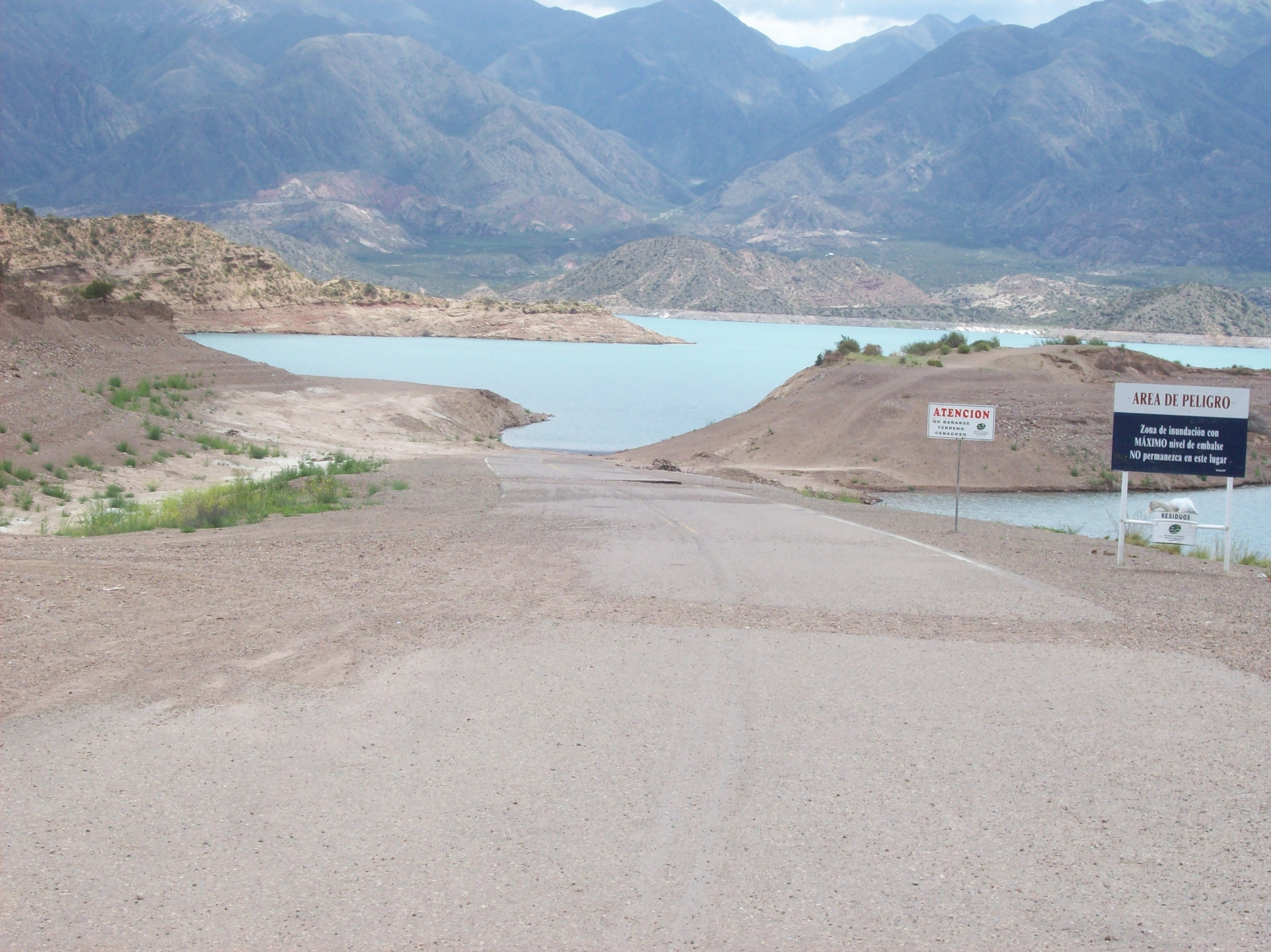
Antigua traza de la ruta 7 inundada por el embalse Potrerillos.

En mayo de 2001 comenzó a construirse la autovía de 212 km en la provincia de San Luis con fondos provinciales. La obra se inauguró el 16 de abril de 2003 y tiene la particularidad de poseer luminarias en toda su extensión. Se cambió la traza de la ruta en las cercanías de la capital provincial para que la autovía pase más al sur, es decir más lejos del centro de la ciudad. Por ley número VIII-0258-2004 de la provincia de San Luis este tramo se llama Autopista de las Serranías Puntanas. La traza antigua de 11,6 km fue transferida a jurisdicción provincial. El gobierno de San Luis la convirtió en una autovía que fue inaugurada el 27 de julio de 2007 con el nombre de Avenida Parque Gobernador José Santos Ortiz.
Debido a la construcción del embalse Potrerillos al sudoeste de la ciudad de Mendoza, hubo que construir 10 km de carretera en una zona más alta y dos puentes viales. Esta obra se inauguró el 23 de agosto de 2004. Este tramo de ruta generó controversias en el período de planeamiento ya que pasa por un yacimiento paleontológico de importancia.

### Corte en la provincia de Santa Fe: 1998

Laguna La Picasa antes de las obras de drenaje de 2006. Tanto la ruta como las vías del ferrocarril estaban bajo el agua.

Debido a la creciente de la laguna La Picasa entre 1998 y 1999, se inundaron 14,5 km de la ruta entre las localidades de Aarón Castellanos y Diego de Alvear, en el límite entre las provincias de Buenos Aires y Santa Fe, produciéndose el corte de la ruta el 19 de abril de 1999.
Debido a este inconveniente, los vehículos debían usar un desvío de ripio de 32 km, agregando 17 kilómetros más al trayecto original por Ruta 7. Luego se comenzó a bajar el nivel de agua de la laguna La Picasa, por medio de una estación de bombeo en Rufino. Esta estación se complementaría con otra, aún no construida, al sur de la laguna.

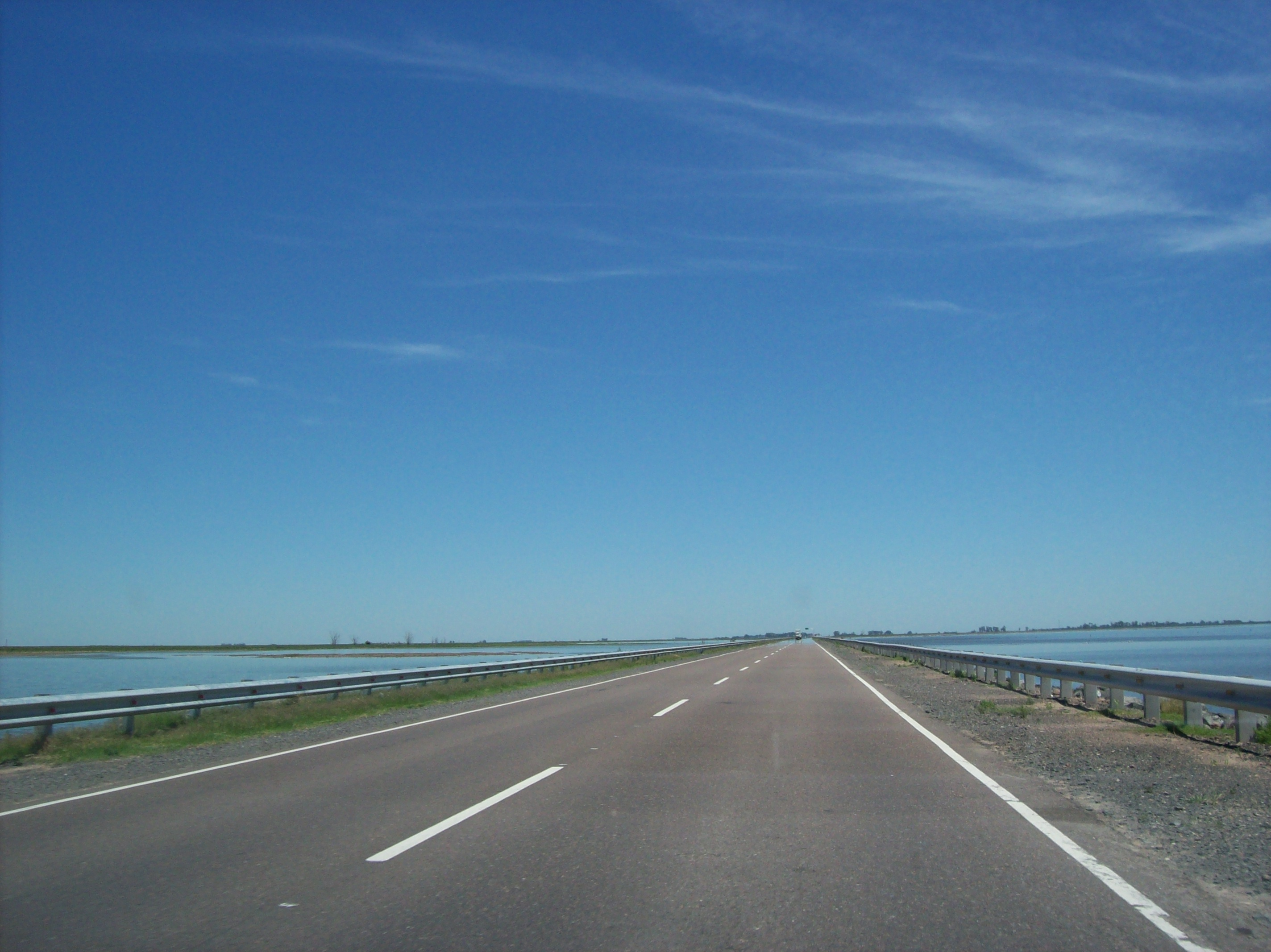
Ruta Nacional 7 sobre la laguna La Picasa.

El 1 de febrero de 2006 comenzó la obra para reconstruir el tramo afectado de la Ruta 7 usando piedras traídas de una cantera en la provincia de San Luis. Estas piedras se recubrían con una malla. En julio de 2006 se pudo unir con piedra basalto ambos extremos de la laguna, con lo que pudieron circular camiones para continuar las obras de alteo de la ruta, que debía seguir hasta que la ruta estuviese dos metros por encima de la altura máxima del agua. En condiciones normales estaría a seis metros sobre el nivel del agua. La obra incluía un puente de 60 m en tres tramos de 20 m cada uno con un carril por sentido de circulación y un retorno en el centro de la laguna.
El tramo de 10,5 km se abrió a la circulación vehicular el 10 de junio de 2007.
Esta construcción fue premiada como la Obra de Ingeniería Vial del año 2007 por la Asociación Argentina de Carreteras, que nuclea a todas las provincias, empresas del sector y el Gobierno Nacional.

### Corte en provincia de Santa Fe: 2017-2019
Desde el 8 de febrero de 2017 hasta el 3 de diciembre de 2019, la Ruta Nacional 7 estuvo cortada en un tramo que comprende 54 kilómetros. Las restricción del tránsito se debió a un nuevo desborde de la laguna La Picasa entre los kilómetros 385 y 386.
Los desvíos en la zona que abarcan el sur de la provincia de Santa Fe se realizaban en la intersección de las rutas nacional 7 y provincial 33. Mientras que en territorio de la provincia de Buenos Aires se encontraron sobre las rutas nacional 7 y provincial 14.
Producto de una sequía, el nivel de la laguna descendió de manera importante hacia fines de marzo de 2018.
Recién un año después, en enero de 2019, comenzaron a realizarse trabajos de limpieza de escombros y basura que estaban sobre la calzada inhabilitada. Finalmente, después de dos años, las autoridades comenzaron a reparar la ruta.

### Deterioro en sectores de la ruta
En 2024, en medio de la parálisis de la obra pública por parte del gobierno nacional, en la Ruta Nacional 7 se produjo un deterioro de la infraestructura de la ruta, al recortarse los fondos para su mantenimiento. Para 2025 se informó que crecían los accidentes y atascos en el paso a Chile, con demoras que llegaban a nueve horas. Tras casi un año sin mantenimiento el gobernador de la provincia de Mendoza Alfredo Cornejo le pidió al presidente Javier Milei que le transfiera el control para hacerse cargo de las obras que hacen falta. Sin embargo, debido al enfrentamiento entre el presidente y el gobernador, este denegó tanto hacer las obras como impedir que la provincia de Mendoza las realice con presupuesto propio, afectando la principal ruta comercial a Chile y a miles de productores cuyanos que dependen de dicha ruta.

## Ciudades
Las ciudades de más de 5.000 habitantes (tomando como base los datos del censo 2001 del INDEC) por las que pasa esta ruta de este a oeste son:

### Provincia de Buenos Aires

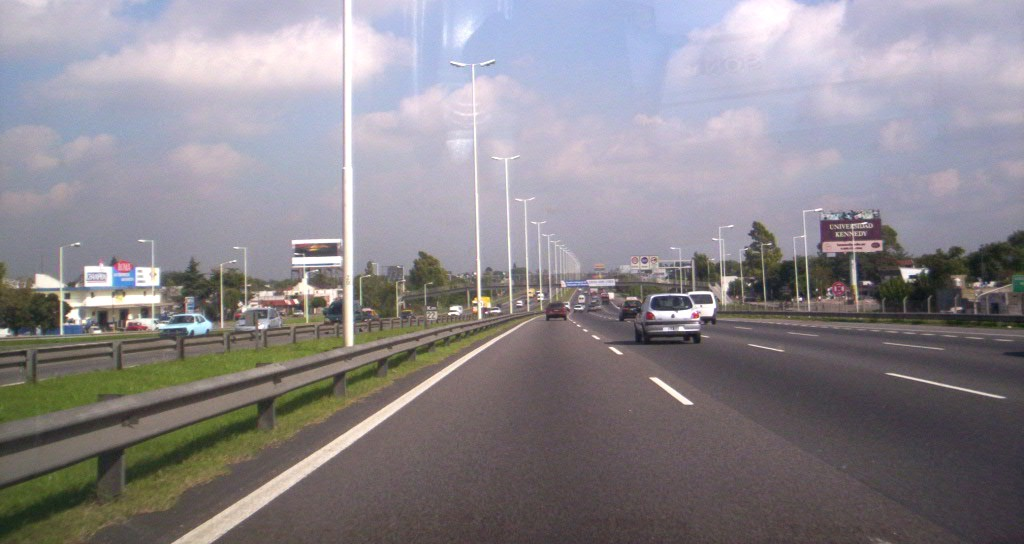
Ruta Nacional 7 (llamada en este trayecto como "Acceso Oeste") en el kilómetro 22, perteneciente al partido de Morón. En este sector es una autopista de 4 carriles por lado.

La ruta recorre 364 km en el norte de esta provincia numerados del km 12 al 376. Los partidos por los que discurre la ruta son:
- Partido de Tres de Febrero (km 12-15): Ciudadela (km 13). Autopista de 4 carriles por mano.
- Partido de Morón (km 15-20): El Palomar (km 17) y Haedo (km 19).
- Límite entre los partidos de Morón y Hurlingham (km 20-24): Villa Tesei (km 21) y Castelar (km 24). Autopista de 4 carriles por mano.
- Partido de Ituzaingó (km 24-30): Ituzaingó (km 26) y Villa Udaondo (km 29). Autopista de 3 carriles por mano (actualmente se hacen obras para construir un cuarto carril).
- Partido de Moreno (km 30-44): Paso del Rey (km 32), Moreno (km 37), La Reja (km 39) y Francisco Álvarez (km 42). Autopista de 3 carriles por mano.
- Partido de General Rodríguez (km 44-56): General Rodríguez (km 52).
- Partido de Luján (km 56-90): Luján (km 62-67). Autopista de 2 carriles por mano
- Partido de San Andrés de Giles (km 90-130): San Andrés de Giles (km 103). Autopista de 2 carriles por mano
- Partido de Carmen de Areco (km 130-166): Carmen de Areco (km 138). Hasta Carmen de Areco, autopista de 2 carriles por mano.
- Partido de Chacabuco (km 166-237): Chacabuco (km 203). Desde el km 219, autopista de 2 carriles por mano.
- Partido de Junín (km 237-291): Junín (km 260). Hasta Junín, autopista de 2 carriles por mano.
- Partido de Leandro N. Alem (km 291-347): Vedia (km 315).
- Partido de General Pinto (km 347-383): ninguna localidad de más de 5000 hab.

### Provincia de Santa Fe
La ruta recorre 56 km en el extremo sudoeste de esta provincia numerados del km 383 al 432.
- Departamento General López (km 383-432): Rufino (km 426).

### Provincia de Córdoba

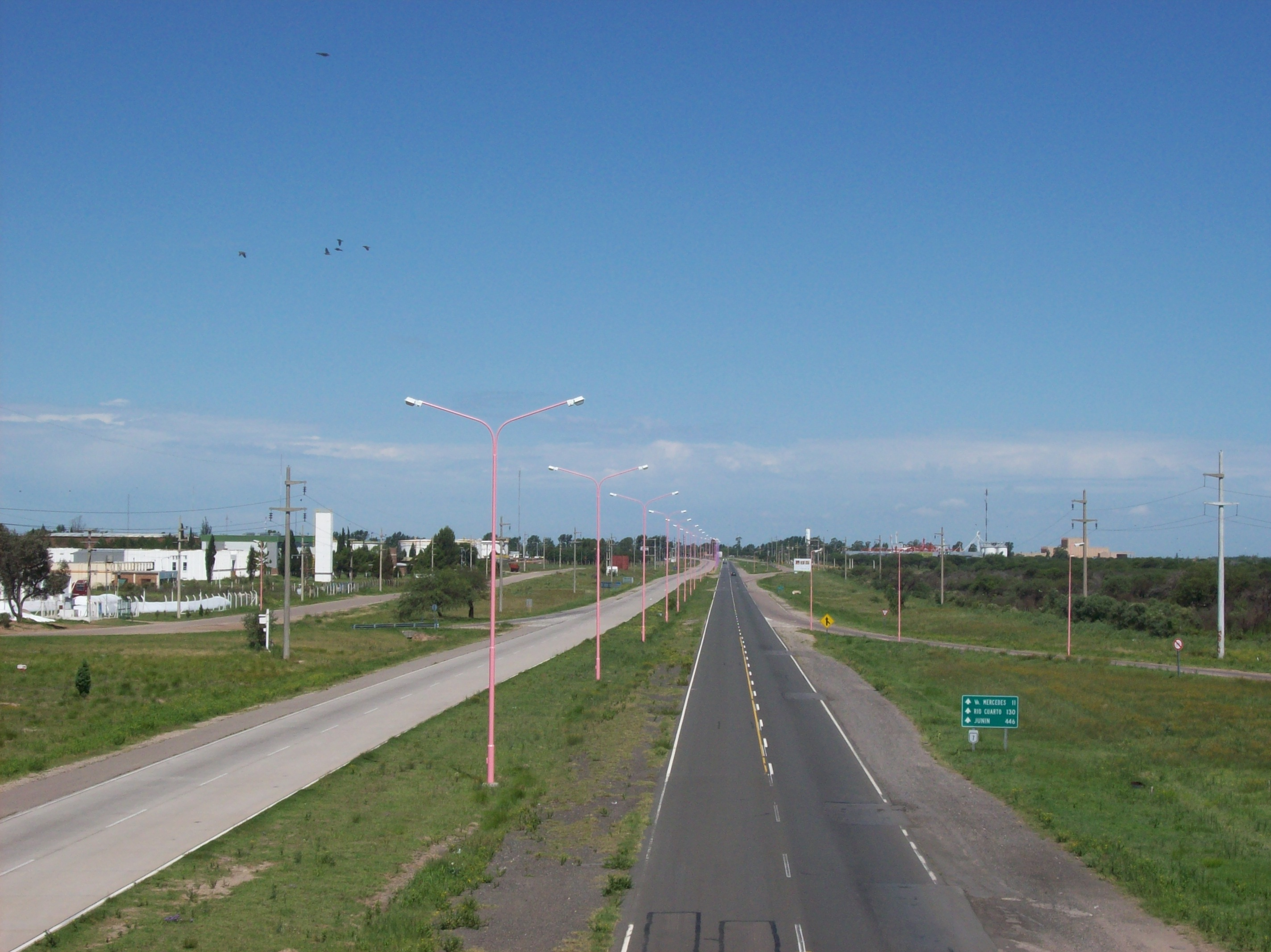
Ruta Nacional 7 a 11 km al oeste de Villa Mercedes en la provincia de San Luis.

La ruta recorre 222 km en el sur de esta provincia numerados del km 432 al 654.
- Departamento Presidente Roque Sáenz Peña (km 432-551): Laboulaye (km 490) y General Levalle (km 540).
- Departamento Río Cuarto (km 551-654): Vicuña Mackenna (km 586).

### Provincia de San Luis
La ruta recorre 211 km en el centro de esta provincia numerados del km 654 al 865.
- Departamento General Pedernera (km 654-730): Justo Daract (km 661) y Villa Mercedes (km 696).
- Departamento Coronel Pringles (km 730-759): ninguna localidad de más de 5000 hab.
- Departamento Juan Martín de Pueyrredón (km 759-865): San Luis (km 788).

### Provincia de Mendoza

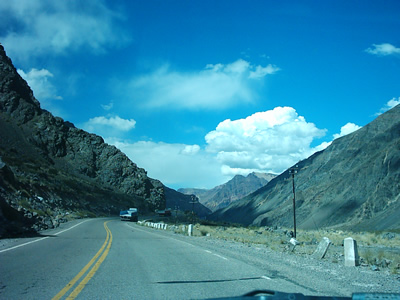
Ruta Nacional 7 cerca de Uspallata, Mendoza.

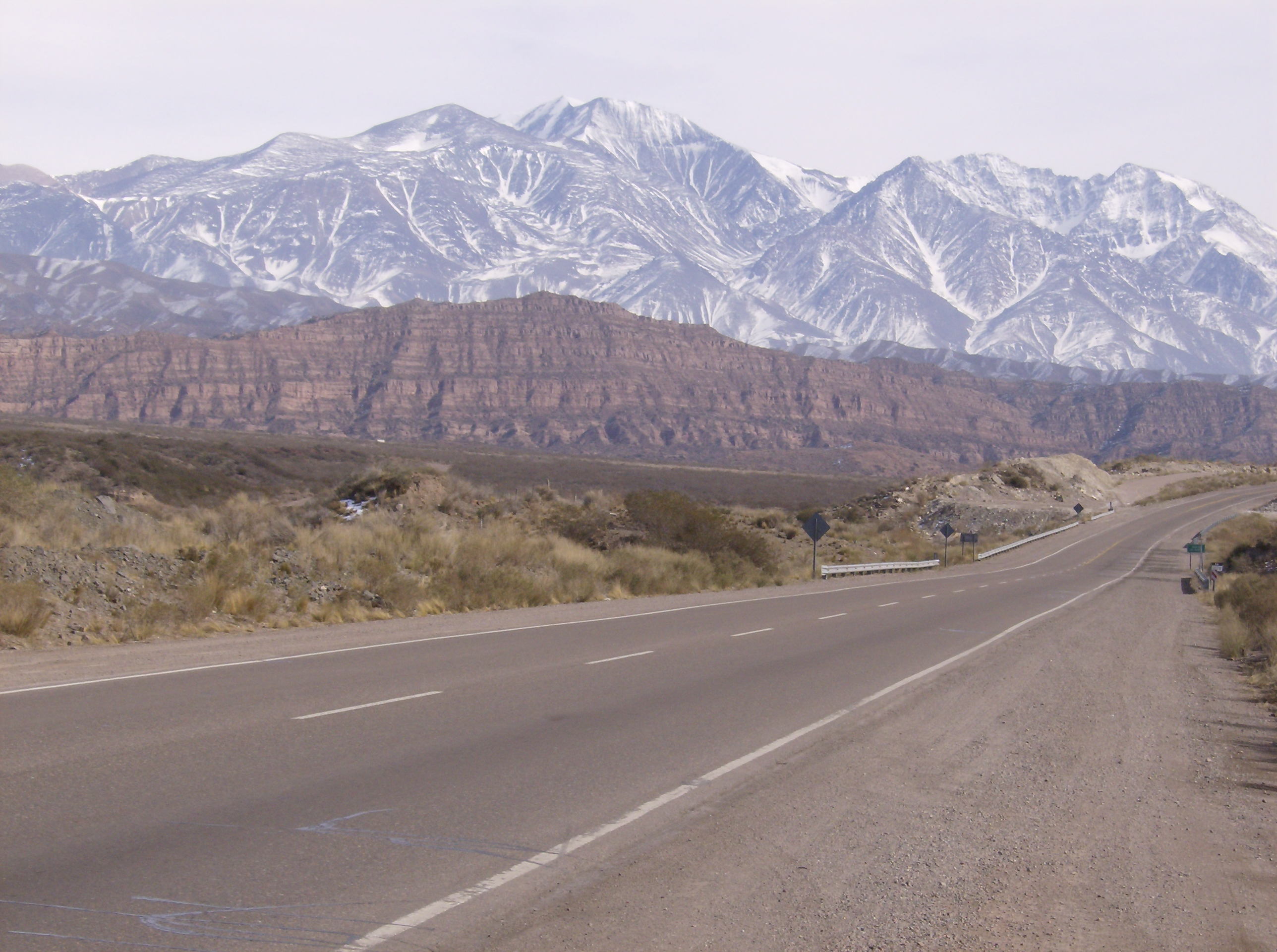
Ruta 7 en su paso por Mendoza, con la Cordillera de los Andes de fondo.

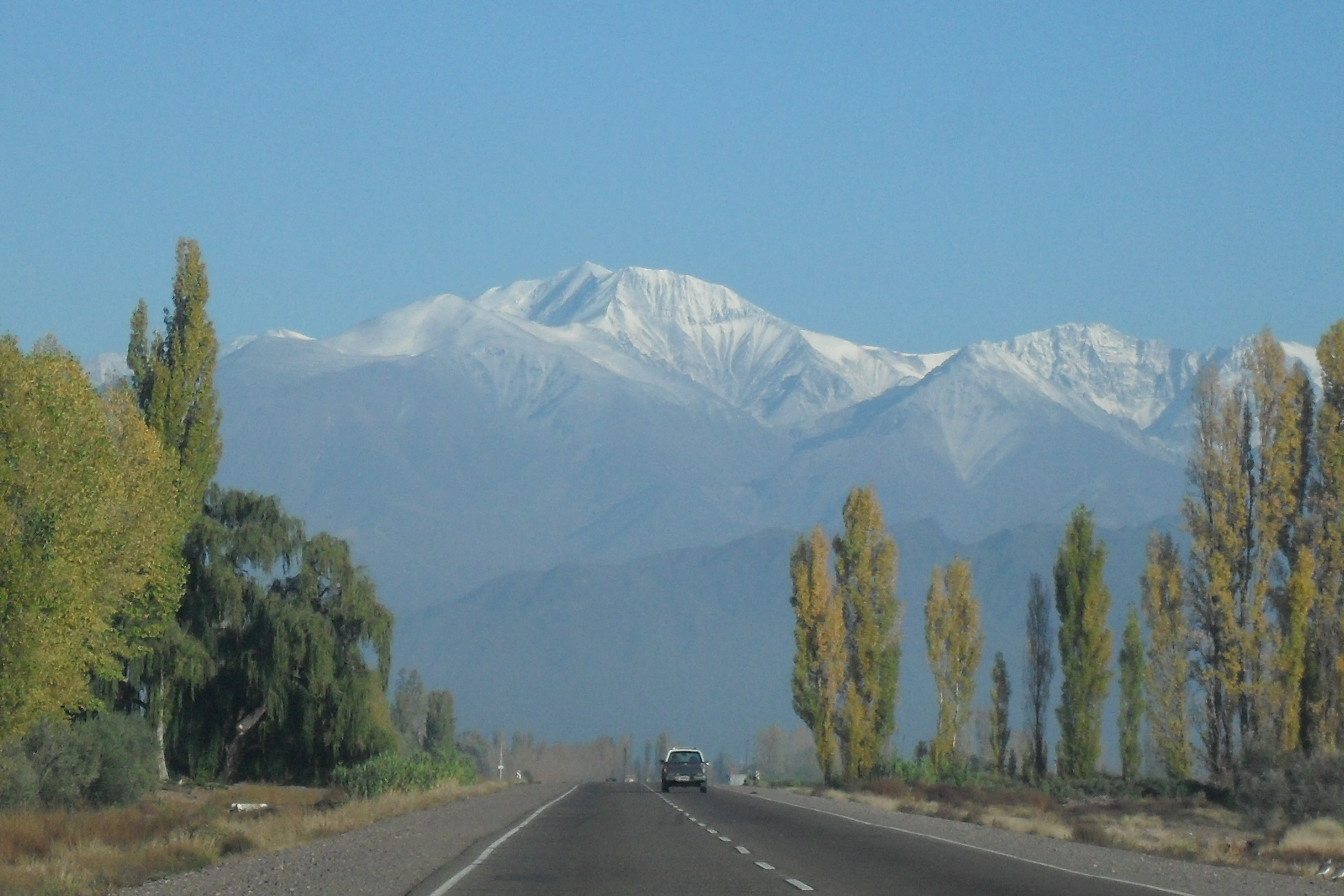
Ruta 7 luego del paso por la Ruta 40, con la Cordillera de los Andes de fondo

La ruta recorre 372 km en el norte de esta provincia numerados del km 865 al 1237.
- Departamento La Paz (km 865-926): La Paz (km 905). Un carril por mano en toda la provincia de Mendoza
- Departamento Santa Rosa (km 926-981): Ninguna localidad de más de 5000 hab., pero pasa por la cabecera Santa Rosa (km 966).
- Departamento San Martín (km 981-1011): San Martín (km 999-1004) y Palmira (km 1007-1012).
- Departamento Maipú (km 1011-1027): Rodeo del Medio (km 1022).
- Departamento Guaymallén (km 1027-1040): Rodeo de la Cruz y Villa Nueva.
- Departamento Luján de Cuyo (km 1054-1139): Perdriel (km 1054).
- Departamento Las Heras (km 1139-1237): Uspallata (km 1141). Localidades turísticas: Los Penitentes (km 1212), Puente del Inca (km 1219) y Las Cuevas (km 1232).

En el tramo de superposición con la Ruta Nacional 40, la ruta pasa por Dorrego en el departamento Guaymallén y por Luján de Cuyo en el departamento homónimo.

## Recorrido
A continuación se muestra, en forma esquemática, el recorrido de esta carretera:
|  |  | RM |

|  |  | RM |

|  | RMq | RMIco | RMq |

|  |  | RM |

|  | STRq | RMIdu | STRq |

| lDAMPF |  | SKRZ-Gu |  |

|  | STRq | RMIdu | STRq |

|  | RMq | RMIco | RMq |

|  | STRq | RMIdu | STRq |

|  |  | GRENZE |

|  | RMq | RMIcu | RMq |

|  | WASSERq | RMoW2 | WASSERq |

|  | STRq | RMIdo | STRq |

|  | STRq | RMIdo | STRq |

|  | WASSERq | RMoW2 | WASSERq |

|  | STRq | RMIdu | STRq |

|  | WASSERq | RMoW2 | WASSERq |

|  | STRq | RMIdo | STRq |

|  | STRq | RMIdo | STRq |

|  |  | RM |

|  |  | GRENZE |

|  | RMq | RMIcu | RMq |

|  |  | RMIhuaq | RMq |

|  | STRq | RMIdo | STRq |

|  |  | RMItu4aq | STRq |

|  | WASSERq | RMoW2 | WASSERq |

|  | STRq | RMIfo3 | STRq |

|  |  | SKRZ-Go |

|  |  | ABZg+l | STRq |

| lDAMPF |  | SKRZ-GBUE |  |

|  |  | STR |

|  |  | GRENZE |

|  | WASSERq | WBRÜCKE1 | WASSERq |

|  |  | STR |

|  | STRq | KRZ | STRq |

|  |  | STR |

|  | WASSERq | WBRÜCKE1 | WASSERq |

|  | STRq | KRZ | STRq |

| FLUG | STRq | TEEeq |  |

|  | WASSERq | WBRÜCKE1 | WASSERq |

|  | STRq | TEEeq |  |

|  |  | STR |

|  |  | SKRZ-GBUE |

|  | WASSERq | WBRÜCKE1 | WASSERq |

|  |  | STR |

|  | STRq | KRZ | STRq |

| lDAMPF |  | SKRZ-GBUE |  |

|  |  | STR |

| FLUG | STRq | TEEeq |  |

|  |  | TEEaq | STRq |

|  | STRq | TEEeq |  |

| lDAMPF |  | SKRZ-GBUE |  |

|  |  | RM |

|  | WASSERq | RMoW2 | WASSERq |

|  |  | MWNODEr | STRq |

|  | WASSERq | RMoW2 | WASSERq |

| FLUG | RMq | MWNODE | STRq |

|  | STRq | MWNODE | STRq |

|  | STRq | MWNODEl |  |

|  | STRq | MWNODEl |  |

|  |  | STR |

|  | STRq | RMIfo3 | STRq |

|  |  | STR |

|  |  | GRENZE |

|  | WASSERq | WBRÜCKE1 | WASSERq |

|  |  | STR |

| FLUG | STRq | TEEeq |  |

|  | STRq | KRZ | STRq |

|  |  | RMItu4aq | STRq |

|  |  | SKRZ-GBUE |

|  | STRq | TEEeq |  |

|  |  | STR |

|  | GRZq | STR+GRZq | GRZq |

|  |  | STR |

|  | WASSERq | WBRÜCKE1 | WASSERq |

|  |  | STR |

| FLUG | STRq | TEEeq |  |

|  | STRq | KRZ | STRq |

|  |  | SKRZ-GBUE |

|  |  | STR |

|  | GRZq | STR+GRZq | GRZq |

|  |  | STR |

|  |  | STR |

|  | STRq | TEEeq |  |

|  |  | STR |

|  | STRq | RMIaboa | STRq |

|  |  | STR |

|  | STRq | KRZ | STRq |

|  |  | STR |

|  | STRq | TBHF | STRq |

|  |  | STR |

|  |  | GRENZE |

|  |  | STR |

| lDAMPF |  | SKRZ-Go |  |

|  |  | STR |

|  | GRZq | STR+GRZq | GRZq |

|  |  | STR |

|  |  | GRENZE |

|  | STRq | RMIdu | STRq |

|  |  | RM |

| FLUG |  | MWNODE | STRq |

|  | STRq | RMIaboa | STRq |

| lDAMPF |  | SKRZ-Go |  |

|  | STRq | RMIdo | STRq |

|  |  | SKRZ-Go |

|  | STRq | MWNODE |  |

|  | WASSERq | RMoW2 | WASSERq |

|  |  | RM |

|  | STRq | MWNODE |  |

|  | STRq | MWNODE |  |

|  |  | GRENZE |

|  | STRq | MWNODE | STRq |

|  |  | RM |

|  |  | MWNODE | STRq |

|  | WASSERq | RMoW2 | WASSERq |

|  | RMq | RMIto2eq |  |

|  | STRq | RMIdu | STRq |

|  | STRq | RMIdu | STRq |

|  |  | RM |

|  | STRq | RMIdu | STRq |

|  |  | RM |

|  |  | GRENZE |

|  |  | SKRZ-Go |

|  |  | STR |

|  | WASSERq | hSTRae+GRZq | WASSERq |

|  |  | STR |

|  |  | RM |

|  |  | GRENZE |

|  |  | STR |

|  |  | RM |

|  |  | MWNODE | STRq |

|  |  | RM |

|  | STRq | RMIdo | STRq |

|  |  | RMIdo | STRq |

|  | STRq | RMIdo | STRq |

|  | STRq | RMIdo | STRq |

|  | WASSERq | RMoW2 | WASSERq |

|  |  | RM |

| lDAMPF |  | SKRZ-Go |  |

|  | STRq | RMIfo4 | STRq |

|  | STRq | RMIdu | STRq |

|  |  | RM |

|  | RMq | RMIdu |  |

|  |  | RM |

|  |  | RMIdu | RMq |

|  |  | STR |

|  | WASSERq | WBRÜCKE1 | WASSERq |

|  |  | STR |

|  | WASSERq | WBRÜCKE1 | WASSERq |

|  |  | STR |

|  | STRq | TEEeq |  |

|  | WASSERq | WBRÜCKE1 | WASSERq |

|  | STRq | SKRZ-G2o | STRq |

|  |  | STR |

|  | WASSERq | WBRÜCKE1 | WASSERq |

|  |  | STR |

|  | WASSERq | WBRÜCKE1 | WASSERq |

|  |  | TUNNEL2 |

|  |  | TUNNEL2 |

|  |  | STR |

|  | WASSERq | WBRÜCKE1 | WASSERq |

|  |  | STR |

|  |  | TUNNEL2 |

|  |  | TUNNEL2 |

|  |  | TUNNEL2 |

|  |  | TUNNEL2 |

|  |  | TUNNEL2 |

|  |  | TUNNEL2 |

|  |  | TUNNEL2 |

|  |  | STR |

|  | WASSERq | WBRÜCKE1 | WASSERq |

|  | STRq | TEEeq |  |

|  |  | STR |

|  | WASSERq | WBRÜCKE1 | WASSERq |

|  |  | GRENZE |

|  |  | STR |

|  | WASSERq | WBRÜCKE1 | WASSERq |

|  | WASSERq | WBRÜCKE1 | WASSERq |

|  | WASSERq | WBRÜCKE1 | WASSERq |

|  | WASSERq | WBRÜCKE1 | WASSERq |

|  |  | STR |

|  | WASSERq | WBRÜCKE1 | WASSERq |

|  |  | STR |

|  |  | TUNNEL2 |

|  | WASSERq | WBRÜCKE1 | WASSERq |

|  | WASSERq | WBRÜCKE1 | WASSERq |

|  |  | STR |

|  |  | TUNNEL2 |

|  |  | TUNNEL2 |

|  | WASSERq | WBRÜCKE1 | WASSERq |

|  | WASSERq | WBRÜCKE1 | WASSERq |

|  | WASSERq | WBRÜCKE1 | WASSERq |

|  | WASSERq | WBRÜCKE1 | WASSERq |

|  | WASSERq | WBRÜCKE1 | WASSERq |

|  | WASSERq | WBRÜCKE1 | WASSERq |

|  |  | STR |

|  | WASSERq | WBRÜCKE1 | WASSERq |

|  |  | TUNNEL1 |

|  | WASSERq | WBRÜCKE1 | WASSERq |

|  |  | GRENZE |

|  | STRq | TEEeq |  |

|  | WASSERq | WBRÜCKE1 | WASSERq |

|  |  | TUNNEL1 |

|  |  | ABZgl | STRq |

|  |  | GRENZE |

|  |  | tSTRa |

|  |  | tSTR |

|  |  | tSTR |

|  | GRZq | tSTR+GRZq | GRZq |

|  |  | tSTR |

|  |  | tSTR |

|  |  | tSTRe |

## Cabinas de peaje y servicios
Siendo ésta una ruta de alto tránsito posee gran cantidad de estaciones de servicio a lo largo de todo su recorrido. Antes de 2004 el tramo Junín a Villa Mercedes no tenía estaciones de servicio con gas natural comprimido (GNC), por lo que los vehículos que funcionaban con este combustible debían circular por la Ruta Nacional 8. Referencias:

### Provincia de Buenos Aires
Área Metropolitana de Buenos Aires

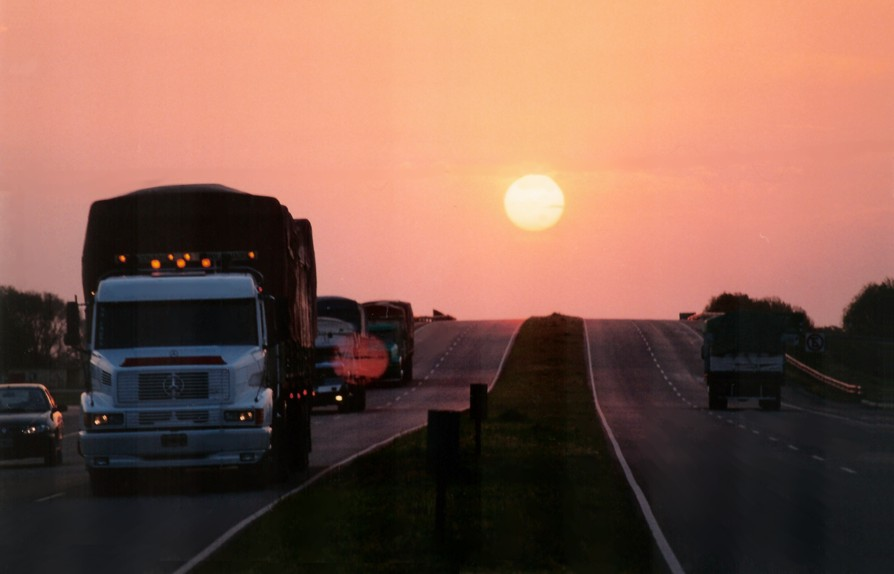
Camiones en la Ruta Nacional 7 en Junín.

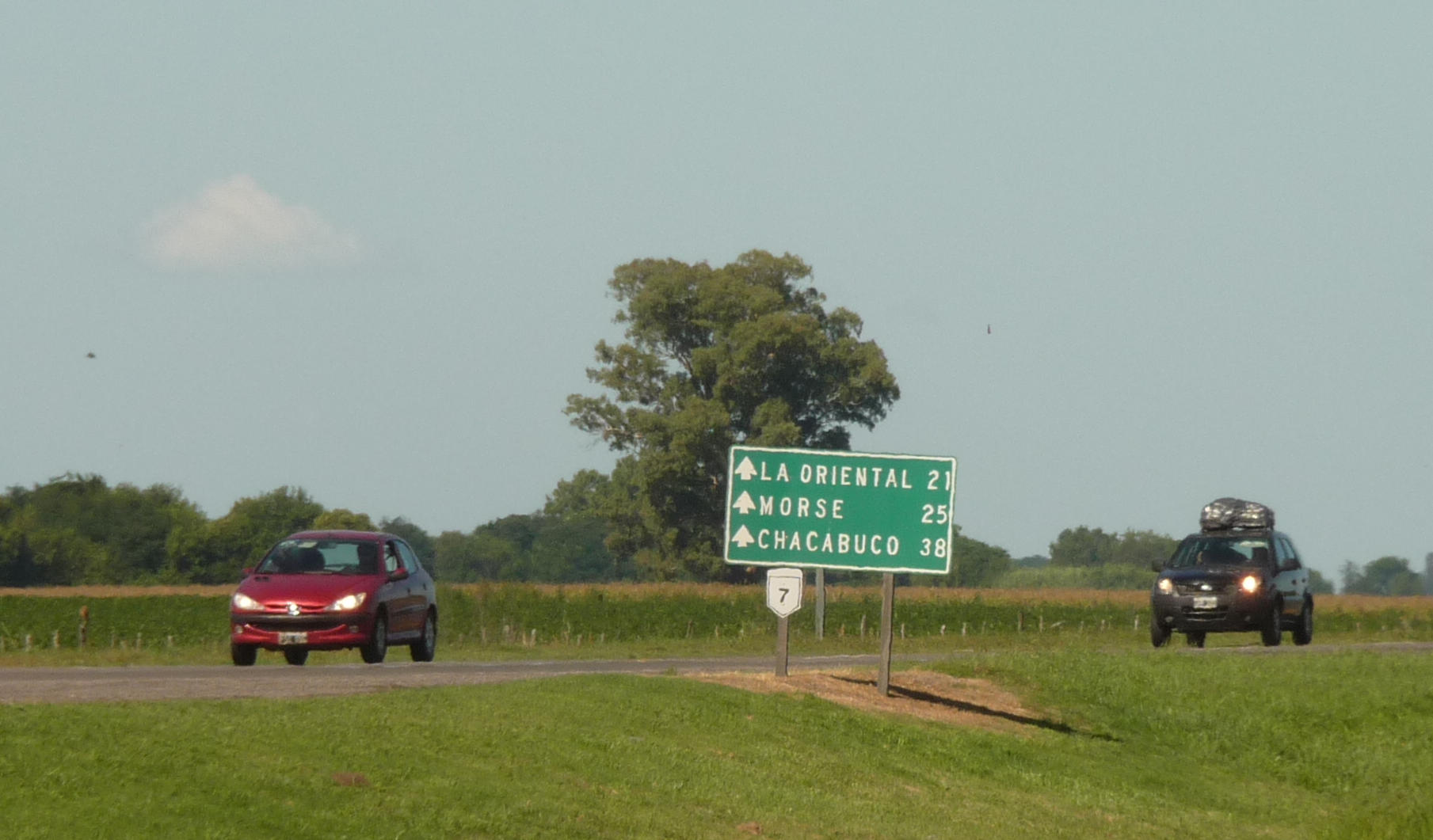
Tramo de la Ruta Nacional 7 entre las ciudades de Junín y Chacabuco.

- km 15: estación de servicio Shell (Ciudadela)
- km 26: Cabina de peaje (Ituzaingó)
- km 26: estación de servicio Shell (Ituzaingó)
- km 56: estación de servicio ACA (General Rodríguez)
- Interior de la Provincia de Buenos Aires
- km 57: Cabina de peaje (Luján)
- km 62: estación de servicio ACA (Luján)
- km 65: estación de servicio Shell (Luján)
- km 87,5: Cabina de peaje (Villa Espil)
- km 97: estación de servicio YPF (San Andrés de Giles)
- km 103: estación de servicio YPF (San Andrés de Giles)
- km 139: estación de servicio ACA (Carmen de Areco)
- km 140: estación de servicio Shell (Carmen de Areco)
- km 140: estación de servicio Petrobras (Carmen de Areco)
- km 212: estación de servicio con GNC (Chacabuco)[36]
- km 246: estación de servicio YPF (La Agraria)
- km 258: estación de servicio independiente (Junín)
- km 258: estación de servicio Esso (Junín)
- km 259: estación de servicio YPF (Junín)
- km 261: estación de servicio Petrobras (Junín)
- km 272: Cabina de peaje (Junín)
- km 301: estación de servicio Shell (Leandro N. Alem)
- km 312: estación de servicio Shell (Vedia)
- km 316: estación de servicio con GNC (Vedia)[36]
- km 342: estación de servicio Shell (Juan B. Alberdi)
- km 353: estación de servicio YPF (Iriarte)

### Provincia de Santa Fe
- km 369: estación de servicio YPF (Diego de Alvear)
- km 425: estación de servicio Shell (Rufino)

### Provincia de Córdoba
- km 490: estación de servicio Shell (Laboulaye)
- km 490: estación de servicio YPF (Laboulaye)
- km 541: estación de servicio con GNC (General Levalle)[36]
- km 591: estación de servicio Shell (Vicuña Mackenna)
- km 592: Cabina de peaje (Vicuña Mackenna)

### Provincia de San Luis
- km 657: Cabina de peaje (Justo Daract)
- km 689: estación de servicio YPF (Villa Mercedes)
- km 696: estación de servicio ACA (Villa Mercedes)
- km 730: estación de servicio YPF (Fraga)
- km 761: Cabina de peaje (La Cumbre)
- km 783: estación de servicio YPF (Bella Vista)
- km 863: Cabina de peaje (Desaguadero)

### Provincia de Mendoza
- km 899: Cabina de peaje (La Paz)
- km 901: estación de servicio con GNC (La Paz)[36]
- km 936: estación de servicio ACA (La Paz)
- km 941: estación de servicio YPF (La Dormida)
- km 955: estación de servicio con GNC (Las Catitas)[36]
- km 1019: estación de servicio YPF (Fray Luis Beltrán)
- km 1028: estación de servicio YPF (Rodeo de La Cruz)
- km 1146: estación de servicio Shell (Uspallata)
- km 1146: estación de servicio ACA (Uspallata)
- km 1235: Cabina de peaje (Las Cuevas)

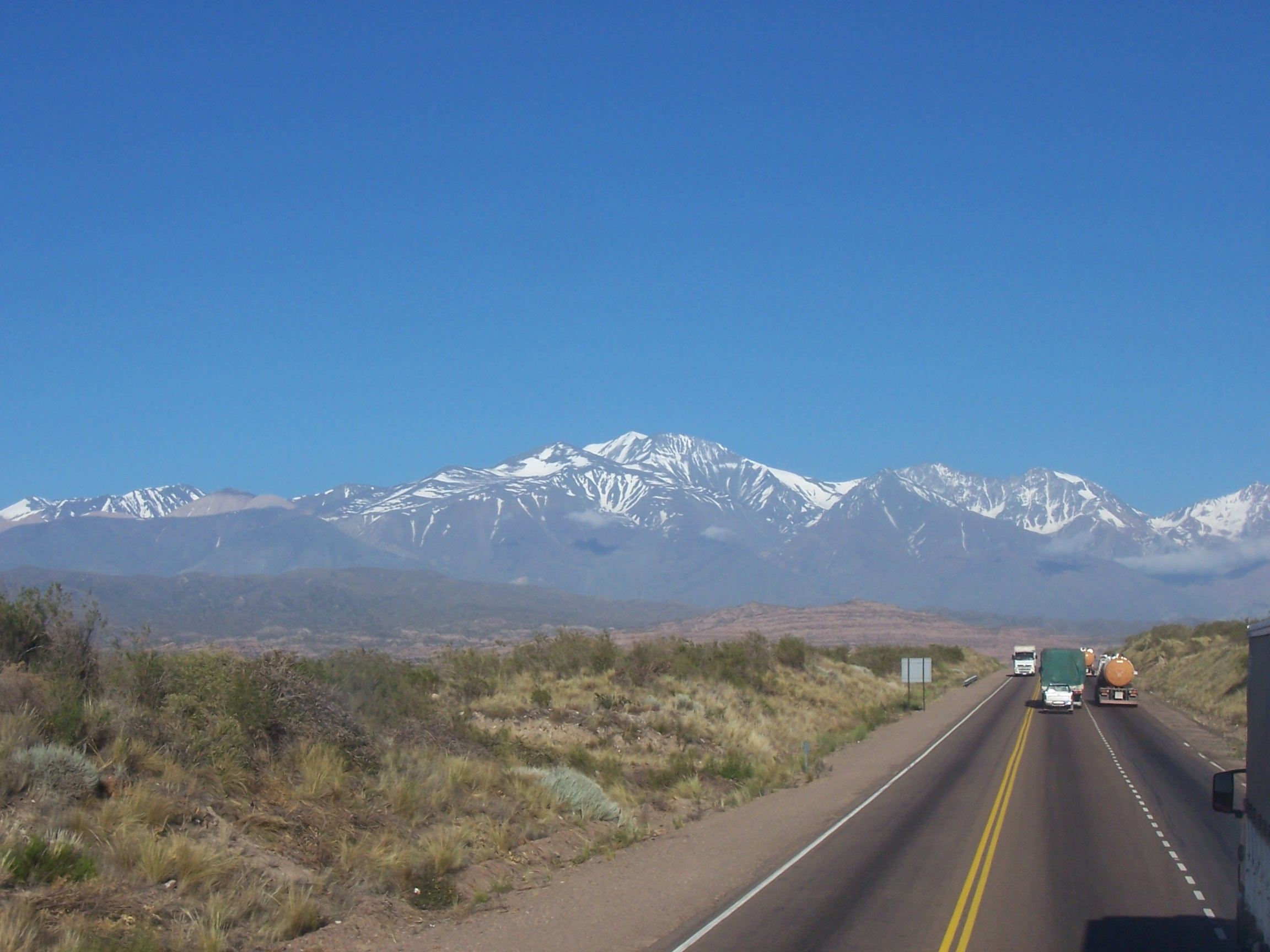
La Ruta Nacional 7 en su paso por Mendoza.

## Estado del camino
| Denominación          | Ubicación (km) | Longitud (m) |
| --------------------- | -------------- | ------------ |
| Túnel n.º 2           | 1122,08        | 60           |
| Túnel n.º 3           | 1122,37        | 50           |
| Túnel n.º 4           | 1129,62        | 40           |
| Túnel n.º 5           | 1129,91        | 50           |
| Túnel n.º 6           | 1130,02        | 30           |
| Túnel n.º 7           | 1130,14        | 70           |
| Túnel n.º 8           | 1130,32        | 150          |
| Túnel n.º 9           | 1132,31        | 210          |
| Túnel n.º 10          | 1132,62        | 190          |
| Túnel n.º 11          | 1178,21        | 20           |
| Túnel n.º 12          | 1186,30        | 50           |
| Túnel n.º 13          | 1187,84        | 100          |
| Cobertizo             | 1213,70        | 100          |
| Túnel n.º 14          | 1232,04        | 440          |
| Túnel Cristo Redentor | 1235,39        | 3080         |

La Ruta 7 es autopista o autovía en los siguientes tramos:
- km 12 a 22: avenida General Paz a Camino de Cintura (tramo del Acceso Oeste), inaugurado el 1 de septiembre de 1998.
- km 22 a 38: Camino de Cintura hasta Moreno (tramo del Acceso Oeste), inaugurado en 1984.[37]
- km 38 a 60: Desde Moreno al empalme con la Ruta provincial 6, inaugurado en 1970.[37]
- km 60 a 73: Desde Ruta provincial 6 a Luján (tramo del Acceso Oeste).
- km 73 a 105: Desde la intersección con la Ruta provincial 7 hasta el acceso a San Andrés de Giles.
- km 219 a 261: Salida de ciudad de Chacabuco - Ingreso a ciudad de Junín.Inaugurado en 2006.
- km 654 a 865: Toda la provincia de San Luis, inaugurado el 16 de abril de 2003.
- km 868 a 888: Desde Desaguadero a la estación de peaje, inaugurado el 16 de diciembre de 2011.[38]
- km 906 a 954: Desde La Paz a Las Catitas, abierto al público el 3 de marzo de 2011.[39]
- km 954 a 965: Desde Las Catitas a Santa Rosa (inaugurado el 4 de marzo de 2010).[40]
- km 965 a 999: Desde Santa Rosa a San Martín (tramo inaugurado el 5 de octubre de 2007).[41]
- km 999 a 1015: Desde San Martín a Palmira (tramo del Acceso Este), inaugurado en 1979.[37]
- km 1015 a 1041: Desde Palmira a Mendoza (tramo del Acceso Este), inaugurado en 1977.[37]
- km 1041 a 1064: Desde Mendoza a Agrelo (superposición con la ruta nacional 40).

Está terminado el proyecto de autopista para el tramo Luján (km 75) - Junín (km 263). Se espera la finalización de las obras en el tramo restante entre San Andrés de Giles (km 105) y Junín para los próximos años.
En varios tramos entre Agrelo y Potrerillos, así como entre Uspallata y Las Cuevas la mano ascendente tiene dos carriles, lo que facilita a los automovilistas superar a los camiones en camino de montaña.
En época invernal suele acumularse hielo o nieve en la calzada, por lo que es preciso circular con cadenas para los neumáticos. En este caso la velocidad máxima debe ser de 40 km/h y hay que retirar las cadenas cuando el vehículo circule sobre asfalto porque se arruinan las cadenas, el pavimento y se corre el riesgo de pinchar el neumático. Antes de emprender el cruce de la cordillera, los usuarios de la ruta deben asesorarse sobre el estado del camino. Existe una estación de radio por AM y FM dependiente de Gendarmería Nacional en la que se informa sobre el estado de los caminos, pasa música y se leen las principales noticias de la jornada.

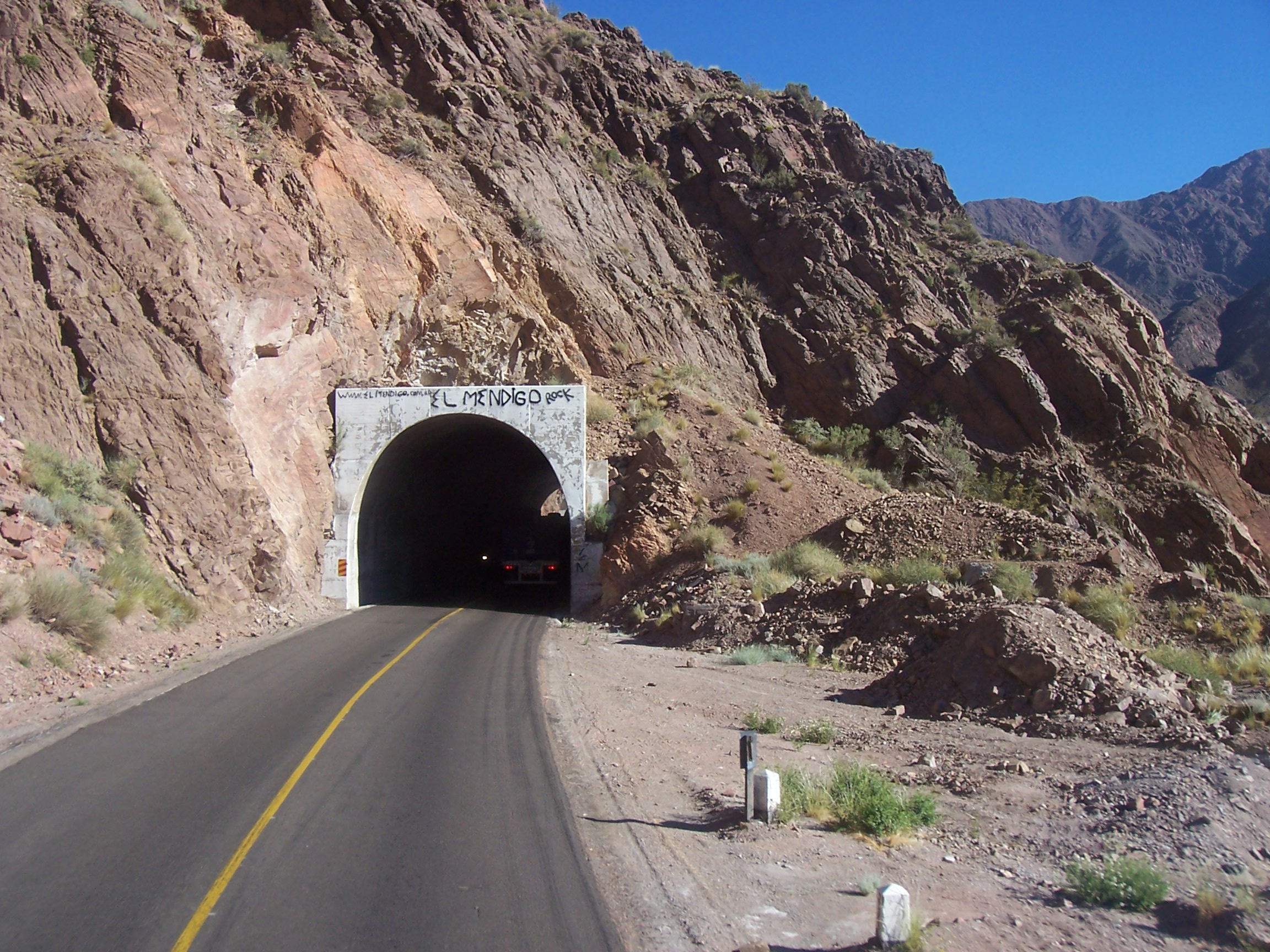
Túnel n.º 5 de la Ruta Nacional 7.

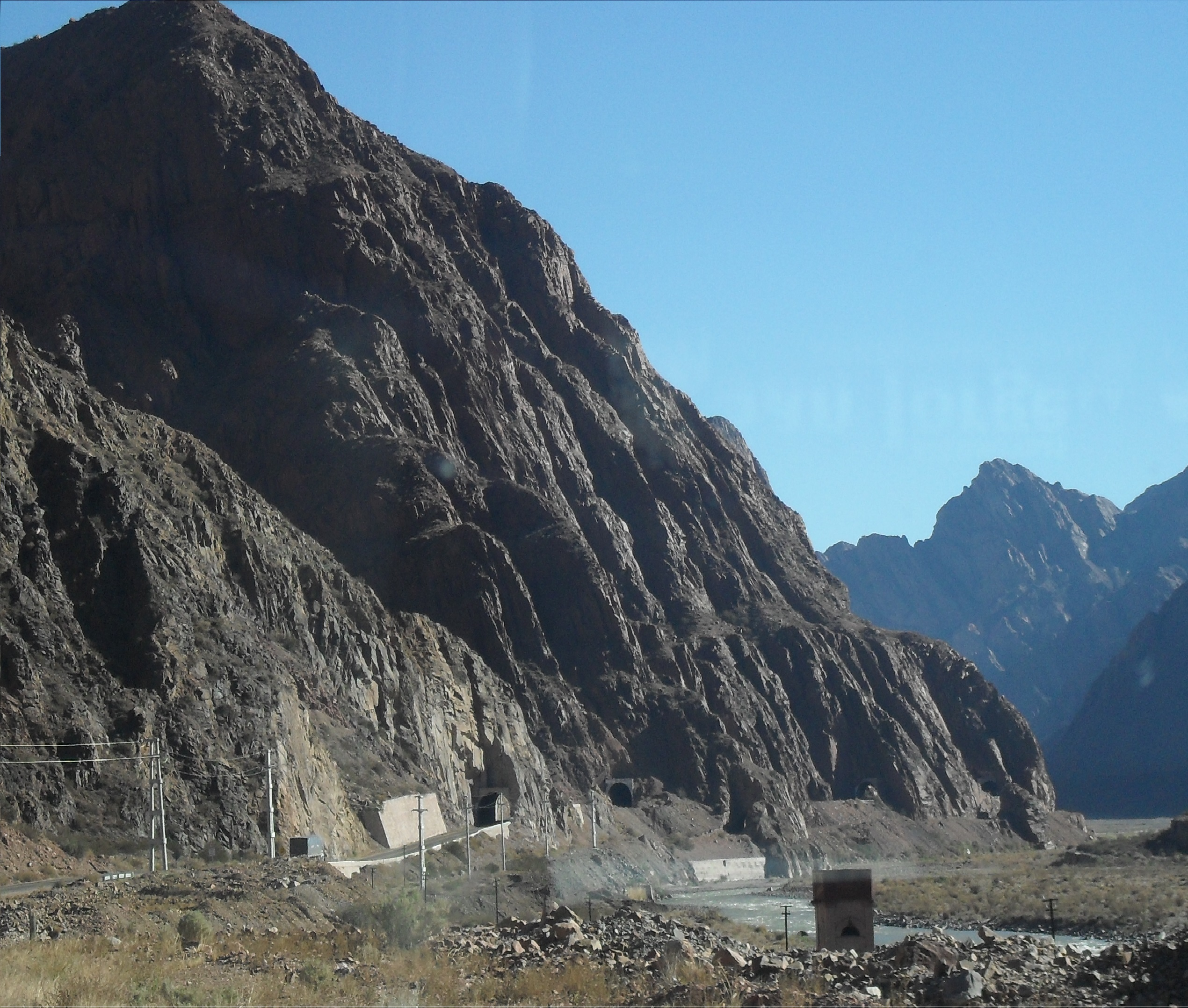
Túneles 4, 5, 6 y 7 (en la imagen). Los túneles 5, 6,7 y 8 se construyeron para poder pasar por debajo del mismo monte.

Entre Luján de Cuyo y Las Cuevas hay catorce túneles. La velocidad máxima es de 40 km/h, ya que hay curvas después de los túneles.
En la tabla de la derecha se muestran los túneles habilitados en el año 2004. Los cobertizos número 2 y 8, que suman 500 metros, comenzaron a construirse el 1 de octubre de 2003, finalizándose la obra el 31 de julio de 2005.
El Túnel n.º 1 se encuentra en las cercanías de Cacheuta, en la Ruta provincial 82 (antigua traza de la Ruta Nacional 7) y está clausurado. La ruta pasa paralela al túnel junto al Río Mendoza.
En el tramo de alta montaña existen varias curvas peligrosas con nombre propio. Al este de Uspallata se encuentran la Curva de Guido y la Curva de los Chilenos, mientras que al oeste de dicho pueblo se encuentran la Curva de la Mirian, la Curva del Tiempo, la Curva del Yeso y la Curva de la Soberanía Nacional. En esta última curva, el ancho de la calzada es de 6,70 m y tiene una pendiente máxima de 6,8%, la más elevada del tramo cordillerano.
En 2022 comenzaron las obras de la Variante Palmira de la Ruta 7 junto con la transformación del túnel ferroviario en el Paso Cristo Redentor.

## Gestión
En 1990 se concesionaron con cobro de peaje las rutas más transitadas del país, dividiéndose éstas en Corredores Viales. En 1993 se concesionó la Red de Accesos a Buenos Aires.
De esta manera, en 1990 la empresa Nuevas Rutas se hizo cargo del Corredor Vial número 5, que incluye la Ruta 7 entre los km 69 y 490, desde Luján (Buenos Aires) hasta Laboulaye (Córdoba), instalando peajes en Villa Espil (km 87) y Junín (km 272).
Al mismo tiempo, la empresa Caminos del Oeste se hizo cargo del Corredor Vial número 3, que incluye la Ruta 7 entre los km 490 y 999, desde Laboulaye hasta San Martín (Mendoza), instalando cabinas de peaje en Vicuña Mackenna (Córdoba) (km 591), La Cumbre (San Luis) (km 762) y La Paz (Mendoza) (km 900).
En 1993 se licitó el Acceso Oeste con la obligación contractual de extender la autopista entre la avenida General Paz hasta Luján. La empresa que se hizo cargo fue Grupo Concesionario del Oeste a partir de julio de 1994. Las obras se finalizaron el 2 de septiembre de 1998.
Por convenio entre la Nación y la provincia de San Luis celebrado el 6 de octubre de 2000, el estado provincial construiría una autovía de 214 km de longitud que cruza su territorio y en contraprestación la Nación le cede por 30 años la ruta. De esta manera se le retiró la concesión de este tramo a Caminos del Oeste. La obra se inauguró el 16 de abril de 2003.
En el año 2003 se vencían los contratos de concesión de los Corredores Viales, por lo que se modificó la numeración de los corredores viales y se llamó a nueva licitación. La empresa ganadora del Corredor Vial número 3 fue Autovía Oeste. Dicho corredor se extiende en el tramo km 63 al 654 y del km 865 al 999, que corresponde desde Luján hasta San Martín, excluyendo la provincia de San Luis. En el año 2010 se hizo cargo la unión transitoria de empresas Autovía Buenos Aires a los Andes.
La autovía entre San Martín y Mendoza se mantiene bajo el sistema modular.
El tramo de 180 km entre la Ruta Nacional 40 y el límite con la República de Chile se encuentra desde el 1 de enero de 2007 bajo el régimen de contratos de recuperación y mantenimiento (C.Re.Ma.). Previamente, el mantenimiento del camino en este tramo era por administración, es decir, con personal propio de la Dirección Nacional de Vialidad.

## Tránsito

### Velocidades máximas
Las velocidades máximas para automóviles y motocicletas es de 120 km/h en tramos de autovía y 110 km/h en los tramos de mano y contramano, fuera de zonas urbanas. En la zona de montaña la máxima es de 80 o 60 km/h dependiendo el tramo. En túneles la máxima es de 40 km/h.
Las velocidades máximas para ómnibus es de 90 km/h o la máxima para automóviles, la que sea menor. En el caso de camiones es de 80 km/h o la máxima para automóviles, la que sea menor.

### Mediciones de tránsito

Tránsito medio diario anual de la Ruta Nacional 7 en el año 2001.

Para poder fijar prioridades para mejorar rutas o diseñar cruces con otros caminos, Vialidad Nacional ha dividido la red caminera nacional en 1200 tramos con tránsito uniforme, es decir, sin cruces de mucho ingreso o egreso de vehículos.
La Ruta 7 está dividida en 20 tramos en la provincia de Buenos Aires, 2 tramos en Santa Fe, 5 tramos en Córdoba, 13 tramos en San Luis y 15 tramos en Mendoza.
En cada tramo se calcula el tránsito medio diario anual, que resulta de dividir la cantidad de vehículos que circulan por año por la cantidad de días que tenga dicho año (365 o 366).
El gráfico muestra el tránsito medio diario anual correspondiente al año 2001. El trazo no es continuo ya que no se muestran travesías urbanas. Además no figura el tramo de superposición con la Ruta Nacional 40 en las cercanías de la ciudad de Mendoza.
El tramo más transitado corresponde a los 10 km más orientales de la ruta, en los que el tránsito medio diario anual fue de 82.500 vehículos por día en 2001. Este valor va disminuyendo a medida que aumenta la distancia a la ciudad de Buenos Aires, registrándose 6.550 vehículos por día en el mismo año al oeste de la ex-Ruta Nacional 192, a 60 km del inicio de la ruta, que es donde comienza la zona rural. El menor índice de tránsito ocurre en las cercanías de la laguna La Picasa, dado que en la época en que se realizó la medición la ruta se encontraba cortada por el agua, provocando un tránsito netamente local de 1.150 vehículos.
En áreas rurales de Córdoba circulan alrededor de 3.000 vehículos por día, mientras que en San Luis circulan más de 4.000 vehículos por día debido a que recibe tráfico de la Ruta Nacional 8 que empalma en Villa Mercedes.
Desde la ciudad de San Martín, en la provincia de Mendoza, fin de la zona rural, hasta las cercanías de la ciudad de Mendoza, el tráfico aumenta de 5.400 vehículos por día a 63.400 vehículos por día.
Finalmente, en el tramo que se encuentra entre la superposición de la Ruta Nacional 40 y el límite internacional, el valor indicado por los censos es de alrededor de 1.500 vehículos por día.

## Geografía

Altura de la Ruta Nacional 7 dentro de la provincia de Mendoza.

El gráfico de la derecha muestra la altura del camino dentro de la provincia de Mendoza.
Al oeste de la provincia la ruta discurre por las cordilleras principal y frontal pasando a solo 18 km al sur del cerro Aconcagua, la mayor elevación de América. Se puede observar este cerro desde el mirador ubicado en el km 1222.
Al este de Uspallata y hasta la ciudad de Mendoza, la ruta se encuentra en la precordillera.
Antes de la construcción del Túnel del Cristo Redentor, en 1980, la ruta terminaba en el Paso Internacional de la Cumbre, a 3832 m s. n. m., donde se encuentra la estatua del Cristo Redentor.

Altitud entre el empalme con la Ruta Nacional 40 y la avenida General Paz.

Debido a la gran altura del paso cordillerano, este se corta varios días durante los meses invernales por la acumulación de nieve sobre la calzada. Para aliviar esta situación, en el año 2006 se comenzó a pavimentar la Ruta Nacional 145 al sudoeste de la provincia de Mendoza, que une la vecina república a través del paso Pehuenche, que se encuentra a menor altura, por lo que no suele tener este problema.
El gráfico de la izquierda muestra la altura del camino entre el empalme con la Ruta Nacional 40 en las cercanías de la ciudad de Mendoza y la avenida General Paz.
En la zona oriental de la provincia de Mendoza la ruta discurre por una llanura llamada "Gran llanura de la Travesía", con pendiente hacia el río Desaguadero, que es el límite interprovincial con San Luis. En esta provincia se encuentran las elevaciones correspondientes a las Sierras Pampeanas. Este camino serrano no presenta problemas de tráfico debido a que en esta zona la Ruta 7 es autopista.
Luego de discurrir por zonas de inundaciones frecuentes en las provincias de Córdoba y Santa Fe (principalmente en esta última), pasando cerca de varias lagunas en esta última provincia y el oeste de la provincia de Buenos Aires, la ruta continúa por la Pampa Ondulada hasta la capital de la república.

## Turismo

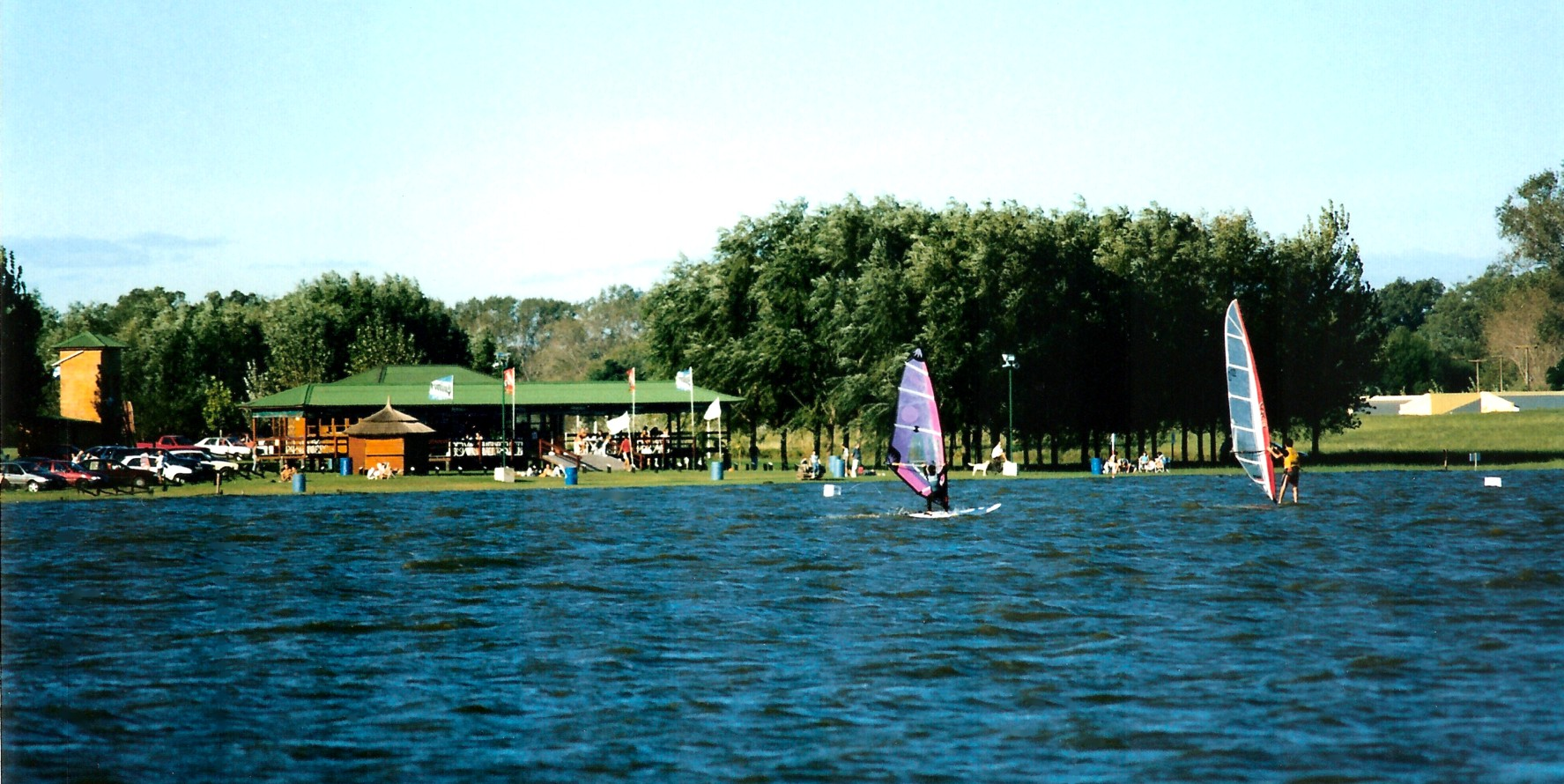
Laguna de Gómez, provincia de Buenos Aires.

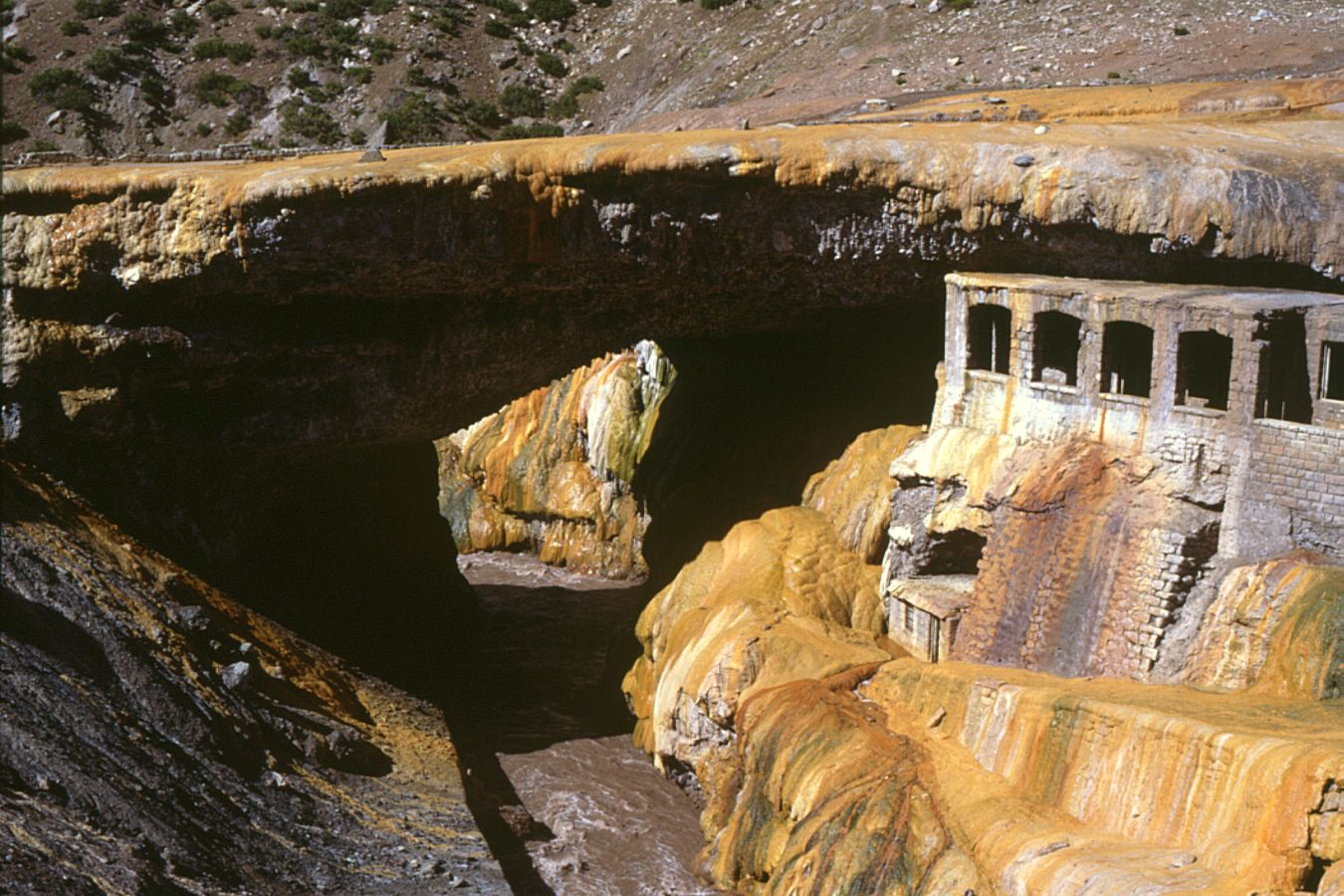
Puente del Inca sobre el río Las Cuevas, provincia de Mendoza.

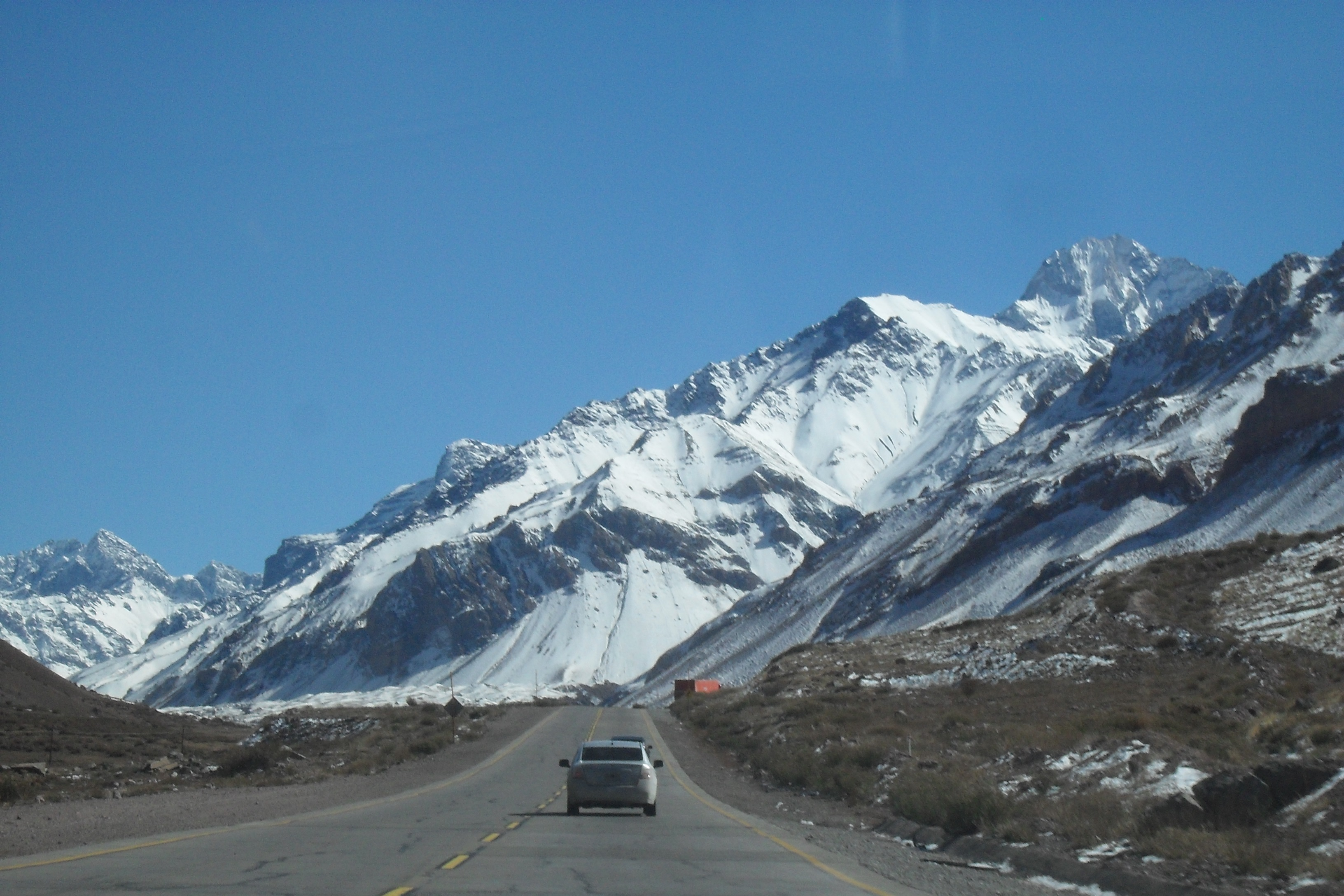
Tramo de la Ruta 7 en la zona de alta montaña, en la provincia de Mendoza

La Ruta Nacional 7 pasa por varias localidades de interés turístico.
En Luján se puede visitar la [[Basílica Nacional Nuestra Señora de Luján, construida entre 1887 y 1935, una de las más importantes del país, meta de peregrinaciones anuales por la antigua traza de esta ruta (ahora Ruta Provincial 7) desde el barrio porteño de Liniers. La ciudad también posee un balneario municipal sobre el río del mismo nombre, el Museo del Transporte y el Complejo Museográfico Enrique Udaondo, compuesto por varios museos.
Junín es el principal centro turístico lacustre de la provincia de Buenos Aires. Su mayor atractivo es el parque natural Laguna de Gómez, ideal para los deportes náuticos, el descanso y la pesca. En un radio de 10 km de la ciudad se encuentran las lagunas Mar Chiquita, El Carpincho y de Gómez.
Junín además es sede de numerosos eventos culturales, recreativos y deportivos, como la Fiesta Provincial del Pejerrey, la Fiesta Regional del Fiambre Casero y la Fiesta de la primavera.
Durante la segunda quincena de octubre, Rufino, en la provincia de Santa Fe, es sede de la Fiesta Nacional de la Ganadería, en la que se exponen los mejores ejemplares de la zona.
Villa Mercedes, en la provincia de San Luis, posee el Museo y Archivo Histórico Santiago Betbeder, con una muestra de carruajes antiguos, una pulpería y una capilla.
En los alrededores de la ciudad de San Luis se encuentra un circuito serrano, con los embalses de Cruz de Piedra, La Florida y el embalse de Potrero de los Funes, localidad que además cuenta con una cascada llamada Salto de la Moneda.
En los alrededores de la ciudad de Mendoza se pueden apreciar viñedos, con visitas guiadas a diferentes bodegas.
En la ciudad de Mendoza se pueden visitar además varios museos, el área fundacional (antiguo centro de la ciudad antes del terremoto de 1861) y el parque General San Martín con lago, zoológico, estadio y la Ciudad Universitaria. Desde este parque se puede acceder a la cima del cerro de la Gloria con vehículo, donde se encuentra la estatua ecuestre del General José de San Martín. Desde allí se puede observar toda la ciudad.
En la zona de alta montaña existe un centro de esquí en Los Penitentes, un puente natural sobre el río Las Cuevas en Puente del Inca, el cementerio del Andinista, la entrada al Parque Provincial Aconcagua, varios miradores y un camino zigzagueante que lleva hasta el límite internacional con Chile, donde se encuentra la estatua del Cristo Redentor.